# Discografia delle Momoiro Clover Z
La discografia delle Momoiro Clover Z, gruppo idol giapponese formato dall'agenzia Stardust Promotion nel 2008, comprende 4 album in studio, 2 raccolta di lati B, 19 singoli (di cui 2 pubblicati nel periodo indie e 1 pubblicato sotto il nome di Momoclo Tei Ichimon), 34 album video e 35 video musicali.

## Album

### Album in studio
| Anno | Dettagli di pubblicazione | JPN Oricon | Copie vendute (Oricon)      | Copie vendute (Oricon) | Certificazioni (RIAJ) |
| Anno | Dettagli di pubblicazione | JPN Oricon | Prima settimana             | Totale                 | Certificazioni (RIAJ) |
| ---- | --- | ---------- | --------------------------- | ---------------------- | --------------------- |
| 2011 | Battle and Romance (バトル アンド ロマンス?, Batoru ando romansu, "Battaglia e storia d'amore") - Pubblicazione: 27 luglio 2011 (Ripubblicato il 10 aprile 2013) - Etichetta: Starchild Records (King Records) - Formato/i: CD, CD+DVD, LP, digitale | 3 (2)      | circa 24.000 (circa 38.000) | circa 156.000          | Oro                   |
| 2013 | 5th Dimension ("5ª dimensione") - Pubblicazione: 10 aprile 2013 - Etichetta: Starchild Records (King Records) - Formato/i: CD, CD+DVD, LP, digitale                                                                                                  | 1          | circa 180.000               | 250.000+               | Platino               |
| 2016 | Amaranthus - Pubblicazione: 17 febbraio 2016 - Etichetta: Evil Line Records (King Records) - Formato/i: CD, CD+DVD, LP, digitale | 2          | circa 80.000                | circa 100.000+         | Oro                   |
| 2016 | Hakkin no yoake (白金の夜明け? "Alba di platino") - Pubblicazione: 17 febbraio 2016 - Etichetta: Evil Line Records (King Records) - Formato/i: CD, CD+DVD, LP, digitale                                                                              | 1          | circa 81.000                | circa 100.000+         | Oro                   |

### Raccolte
| Anno | Dettagli di pubblicazione | JPN Oricon | Copie vendute (Oricon) | Copie vendute (Oricon) | Certificazioni (RIAJ) |
| Anno | Dettagli di pubblicazione | JPN Oricon | Prima settimana        | Totale                 | Certificazioni (RIAJ) |
| ---- | --- | ---------- | ---------------------- | ---------------------- | --------------------- |
| 2013 | Iriguchi no nai deguchi (入口のない出口? "Uscita senza entrata") - Pubblicazione: 5 giugno 2013 - Etichetta: Stardust Records - Formato/i: CD | 2          | —                      | —                      | —                     |
| 2016 | MCZ Winter Song Collection - Pubblicazione: 23 dicembre 2016 - Etichetta: Evil Line Records (King Records) - Formato/i: CD                    | 5          | 23.917                 | —                      | —                     |

## Singoli
| #             | Titolo | Data di pubblicazione           | Piazzamenti in classifica | Piazzamenti in classifica | Copie vendute (Oricon) | Copie vendute (Oricon) | Certificazioni (RIAJ)               | Album                   |
| #             | Titolo | Data di pubblicazione           | JPN Oricon                | JPN Hot 100               | Prima settimana        | Totale                 | Certificazioni (RIAJ)               | Album                   |
| Singoli indie | Singoli indie | Singoli indie                   | Singoli indie             | Singoli indie             | Singoli indie          | Singoli indie          | Singoli indie                       | Singoli indie           |
| ------------- | --- | ------------------------------- | ------------------------- | ------------------------- | ---------------------- | ---------------------- | ----------------------------------- | ----------------------- |
| 1             | Momoiro punch (ももいろパンチ?, Momoiro panchi, "Cazzotto di colore rosa") | 5 agosto 2009                   | 23                        | —                         | 4.167                  | 13.655                 |                                     | Iriguchi no nai deguchi |
| 2             | Mirai e susume! (未来へススメ！? "Avanti verso il futuro!") | 11 novembre 2009                | 11                        | —                         | 15.292                 | 23.278                 |                                     | Iriguchi no nai deguchi |
| Singoli major | |                                 |                           |                           |                        |                        |                                     |                         |
| 1             | Ikuze! Kaitō shōjo (行くぜっ！怪盗少女? "Andiamo! Ragazze ladre") - ripubblicato nel 2012 con il titolo Ikuze! Kaitō Shōjo: Special Edition (行くぜっ！怪盗少女 ～Special Edition～?) | 5 maggio 2010 26 settembre 2012 | 3 7                       | 19 29                     | 22.537 10.003          | 40.251 28.864          | Oro (copie digitali)                | Battle and Romance      |
| 2             | Pinky Jones (ピンキージョーンズ?, Pinkī Jōnzu) | 10 novembre 2010                | 8                         | 28                        | 22.936                 | 41.239                 |                                     | Battle and Romance      |
| 3             | Mirai bowl/Chai Maxx (ミライボウル／Chai Maxx?, Mirai bōru/Chai makkusu, "Boccia del futuro/Chai Maxx")                                                                               | 9 marzo 2011                    | 3                         | 12                        | 25.070                 | 47.422                 | Oro (copie digitali di Chai Maxx)   | Battle and Romance      |
| 4             | Z densetsu: Owarinaki kakumei (Z伝説 ～終わりなき革命～? "Leggenda della Z: Rivoluzione infinita")                                                                                    | 6 luglio 2011                   | 5                         | 22                        | 13.193                 | 22.077                 |                                     | Battle and Romance      |
| 5             | D' no junjō (D'の純情? "La purezza di D'") | 6 luglio 2011                   | 6                         | 59                        | 12.969                 | 19.045                 |                                     | Battle and Romance      |
| 6             | Rōdō sanka (労働賛歌? "Inno al lavoro") | 23 novembre 2011                | 7                         | 13                        | 39.976                 | 68.654                 |                                     | 5th Dimension           |
| 7             | Mōretsu uchū kōkyōkyoku dainana gakushō "Mugen no ai" (猛烈宇宙交響曲・第七楽章「無限の愛」? "Sinfonia spaziale audace 7º movimento “Amore infinito”")                                | 7 marzo 2012                    | 5                         | 2                         | 39.858                 | 88.760                 | Oro                                 | 5th Dimension           |
| 8             | Otome sensō (Z女戦争? "Guerra di ragazze") | 27 giugno 2012                  | 3                         | 3                         | 67.596                 | 116.425                | Oro                                 | 5th Dimension           |
| —             | Nippon egao hyakkei (ニッポン笑顔百景? "Cento vedute del sorriso giapponese") - pubblicato sotto il nome di "Momoclo Tei Ichimon" (桃黒亭一門?)                                       | 5 settembre 2012                | 6                         | —                         | 34.478                 | 52.606                 |                                     | —                       |
| 9             | Saraba, itoshiki kanashimitachi yo (サラバ、愛しき悲しみたちよ? "Addio, mie adorate tristezze")                                                                                       | 21 novembre 2012                | 2                         | 1                         | 73.745                 | 134.168                | Oro Doppio platino (copie digitali) | 5th Dimension           |
| 10            | Gounn | 6 novembre 2013                 | 2                         | 2                         | 77.581                 | 96.296                 |                                     | —                       |
| 11            | Naite mo ii n'da yo (泣いてもいいんだよ? "Piangere va bene") | 8 maggio 2014                   | 1                         | 2                         | 66.854                 | 86.631                 |                                     | Amaranthus              |
| 12            | Moon Pride ("Orgoglio della luna") | 30 luglio 2014                  | 3                         | 3                         | 50.340                 | 56.713                 |                                     | Hakkin no yoake         |
| 13            | Yume no ukiyo ni saite mi na (夢の浮世に咲いてみな? "Provando a fiorire nel mondo fluttuante dei sogni") (con i Kiss)                                                                 | 28 gennaio 2015                 | 2                         | —                         | 58.228                 | 74.046                 |                                     | Hakkin no yoake         |
| 14            | Seishun fu (青春賦? "Poema alla giovinezza") | 11 marzo 2015                   | 4                         | 4                         | 64.310                 | 79.320                 | Oro                                 | Amaranthus              |
| 15            | "Z" no chikai (「Z」の誓い? "Giuramento della "Z") | 29 aprile 2015                  | 4                         | 5                         | 48.626                 | 58.339                 |                                     | Hakkin no yoake         |
| 16            | The Golden History (ザ・ゴールデン・ヒストリー?, Za gōruden hisutorī) | 7 settembre 2016                | 2                         | 4                         | 51.883                 | 60.180                 |                                     | —                       |
| 17            | Blast (BLAST?) | 2 agosto 2017                   | —                         | —                         | —                      | —                      |                                     | —                       |

### Singoli a distribuzione limitata
| Titolo | Data di pubblicazione | Piazzamenti in classifica | Piazzamenti in classifica | Copie vendute (Oricon) | Copie vendute (Oricon) |
| Titolo | Data di pubblicazione | JPN Oricon                | JPN Hot 100               | Prima settimana        | Totale                 |
| --- | --------------------- | ------------------------- | ------------------------- | ---------------------- | ---------------------- |
| Kimi yuki (きみゆき? "Legata a te")                                                                                  | 24 dicembre 2010      | —                         | —                         |                        |                        |
| Akarin e okuru uta (あかりんへ贈る歌? "Una canzone per Akarin")                                                      | 11 giugno 2011        | —                         | —                         |                        |                        |
| Shiroi kaze (白い風? "Vento bianco")                                                                                 | 25 dicembre 2011      | —                         | —                         |                        |                        |
| Bokura no century (僕等のセンチュリー? "Il nostro secolo")                                                           | 24 dicembre 2012      | 5                         | —                         | 21.509                 | 21.509                 |
| Nai chai-sō fuyu/Hagane no Ishi (泣いちゃいそう冬／钢の意志? "Quasi piango, inverno/Volontà d'acciaio")              | 23 dicembre 2013      | 2                         | —                         | 36.774                 | 45.840                 |
| Hitotsubu no egao de.../Chai Maxx Zero (一粒の笑顔で…／Chai Maxx ZERO? "Con un frammento di sorriso/Chai Maxx Zero") | 24 dicembre 2014      | 7                         | —                         | 23.892                 | 38.376                 |

## Videografia

### Album video
| No. | Titolo | Data di pubblicazione                     | Posizioni in classifica | Posizioni in classifica | Copie vendute (Oricon) | Copie vendute (Oricon) |
| No. | Titolo | Data di pubblicazione                     | JPN Oricon DVD          | JPN Oricon BD           | DVD                    | BD                     |
| --- | --- | ----------------------------------------- | ----------------------- | ----------------------- | ---------------------- | ---------------------- |
| 1   | Momoiro Christmas in Nihon Seinenkan: Dappi (ももいろクリスマス in 日本青年館 〜脱皮:DAPPI〜? "Momoiro Christmas al Nihon Seinenkan: Muta") | 23 marzo 2011 (DVD) 5 giugno 2013 (BD)    | 26                      | 6                       | 26.808                 | —                      |
| 2   | 4.10 Nakano Sun Plaza taikai Momoclo haru no ichidaiji: Mabushisa no naka ni kimi ga ita (4.10中野サンプラザ大会 ももクロ春の一大事 〜眩しさの中に君がいた〜? "4.10 Live al Nakano Sun Plaza, colpo grosso delle Momoclo in primavera: Tu eri lì tra lo splendore")                                                       | 24 agosto 2011 (DVD) 5 giugno 2013 (BD)   | 14                      | 4                       | 57.007                 | —                      |
| 3   | Summer Dive 2011 Gokuraku-mon kara konnichiwa (サマーダイブ2011 極楽門からこんにちは? "Summer Dive 2011, ciao dal Gokuraku-mon") | 11 dicembre 2011 (DVD) 5 giugno 2013 (BD) | 19                      | 2                       | 51.166                 | —                      |
| 4   | Momoclo aki no 2 dai matsuri "Otoko matsuri 2011" (ももクロ秋の2大祭り「男祭り2011」? "Due grandi festival autunnali delle Momoclo "Festival degli uomini 2011"") | 7 marzo 2012 (DVD) 5 giugno 2013 (BD)     | 4                       | —                       | 25.011                 | —                      |
| 5   | Momoclo Aki no 2 dai matsuri "Onna matsuri 2011" (ももクロ秋の2大祭り「女祭り2011」? "Due grandi festival autunnali delle Momoclo "Festival delle donne 2011"") | 7 marzo 2012 (DVD) 5 giugno 2013 (BD)     | 3                       | —                       | 29.065                 | —                      |
| 6   | Momoiro Christmas 2011 Saitama Super Arena taikai (ももいろクリスマス2011 さいたまスーパーアリーナ大会? "Momoiro Christmas 2011, Live alla Saitama Super Arena") | 11 aprile 2012                            | 2                       | 1                       | 45.536                 | 38.738                 |
| 7   | Momoclo haru no ichidaiji 2012: Momoclo All Stars (ももクロ春の一大事2012〜ももクロ☆オールスターズ〜? "Colpo grosso delle Momoclo in primavera: Momoclo All Stars") | 5 settembre 2012                          | 4                       | 3                       | 26.575                 | 38.132                 |
| 8   | Momoclo haru no ichidaiji 2012: Miwataseba dai panorama jigoku (ももクロ春の一大事2012〜見渡せば大パノラマ地獄〜? "Colpo grosso delle Momoclo's in primavera: Vista panoramica dell'inferno a 360°") | 5 settembre 2012                          | 3                       | 2                       | 36.297                 | 41.622                 |
| 9   | Momoclo natsu no bakasawagi Summer Dive 2012 Seibu Dome taikai (ももクロ夏のバカ騒ぎ SUMMER DIVE 2012 西武ドーム大会? "Stupidaggine estiva delle Momoclo, Summer Dive 2012 al Seibu Dome") | 24 dicembre 2012                          | 9                       | 3                       | 31.701                 | 39.640                 |
| 10  | Momoclo no kodomo matsuri 2012: Ii ko no minna atsumarē! (ももクロの子供祭り2012 ～良い子のみんな集まれーっ！～? "Festival dei bambini delle Momoclo: Bambini tutti giù per terra!") | 23 gennaio 2013                           | 8                       | 3                       | 5.830                  | 12.172                 |
| 11  | Momoclo aki no ni dai matsuri "Otoko matsuri 2012 - Dynamism" (ももクロ秋の二大祭り「男祭り2012-Dynamism-」? "Due grandi festival autunnali delle Momoclo "Festival degli uomini 2012 - Dinamismo"") | 27 febbraio 2013                          | 4                       | 3                       | 16.608                 | 27.068                 |
| 12  | Momoclo aki no ni dai matsuri 2012 "Onna matsuri 2012 - Girl's Imagination" (ももクロ秋の二大祭り「女祭り2012-Girl's Imagination-」? "Due grandi festival autunnali delle Momoclo "Festival delle donne 2012 - Immaginazione delle ragazze"")                                                                             | 27 febbraio 2013                          | 3                       | 2                       | 16.809                 | 27.073                 |
| 13  | Momoiro Christmas 2012: Saitama Super Arena taikai. 24-nichi kōen (ももいろクリスマス2012 〜さいたまスーパーアリーナ大会〜 24日公演? "Momoiro Christmas 2012: Live alla Saitama Super Arena. Performance del giorno 24")                                                                                                  | 29 maggio 2013                            | 2                       | 3                       | 14.020                 | 24.049                 |
| 14  | Momoiro Christmas 2012: Saitama Super Arena Taikai. 25-nichi kōen (ももいろクリスマス2012 〜さいたまスーパーアリーナ大会〜 25日公演? "Momoiro Christmas 2012, Live alla Saitama Super Arena. Performance del giorno 25")                                                                                                  | 29 maggio 2013                            | 1                       | 2                       | 14.050                 | 24.108                 |
| 15  | Momoiro Clover Z Japan Tour 2013 "5th Dimension" (ももいろクローバーZ JAPAN TOUR 2013「5TH DIMENSION」? "Momoiro Clover Z Tour in Giappone 2013 "5TH DIMENSION"") | 24 luglio 2013                            | 7                       | 6                       |                        |                        |
| 16  | Momoiro Clover Z haru no ichidaiji 2013 Seibu Dome taikai: Hoshi o tsugu momo vol.1 Peach for the Stars (ももいろクローバーZ 春の一大事 2013 西武ドーム大会 〜星を継ぐもも vol.1 Peach for the Stars〜? "Colpo grosso delle Momoiro Clover Z in primavera 2013 al Seibu Dome: Pesche per le stelle vol.1")                | 25 settembre 2013                         | 6                       | 3                       |                        |                        |
| 17  | Momoiro Clover Z haru no ichidaiji 2013 Seibu Dome taikai: Hoshi o Tsugu Momo vol.2 Peach for the Stars (ももいろクローバーZ 春の一大事 2013 西武ドーム大会 〜星を継ぐもも vol.2 Peach for the Stars〜? "Colpo grosso delle Momoiro Clover Z in primavera 2013 al Seibu Dome: Pesche per le stelle vol.2")                | 25 settembre 2013                         | 7                       | 4                       |                        |                        |
| 18  | Momoclo no kodomo matsuri 2013: Mamore! Minna no tōbudōbutsu-kōen tatakae! Momoiro Animal Z! (ももクロの子供祭り2013 〜守れ! みんなの東武動物公園 戦え! ももいろアニマルZ!〜? "Festival dei bambini delle Momoclo 2013: Difesa! Combattiamo tutti quanti il Tōbudōbutsu-kōen! Momoiro e animali Z!")                      | 27 novembre 2013                          | 18                      | 9                       |                        |                        |
| 19  | Momoclo natsu no bakasawagi World Summer Dive 2013.8.4 Nissan Stadium taikai (ももクロ夏のバカ騒ぎ WORLD SUMMER DIVE 2013.8.4 日産スタジアム大会? "Stupidaggine estiva delle Momoclo al Nissan Stadium World Summer Dive 2013.8.4")                                                                                       | 29 gennaio 2014                           | 4                       | 2                       |                        |                        |
| 20  | Momoiro Clover Z Japan tour 2013 "Gounn" (ももいろクローバーZ JAPAN TOUR 2013「GOUNN」? "Momoiro Clover Z Tour in Giappone 2013 "Gounn"") | 26 marzo 2014                             | 3                       | 2                       |                        |                        |
| 21  | White Hot Blizzard Momoiro Christmas 2013 utsukushiki gokkan no sekai (White Hot Blizzard ももいろクリスマス2013 美しき極寒の世界?) | 25 giugno 2014                            | 3                       | 3                       |                        |                        |
| 22  | Momoclo haru no ichidaiji 2014 Kunitachikyōgijō taikai: Never Ending Adventure Yume no mukō e Day1 (ももクロ春の一大事2014 国立競技場大会 〜NEVER ENDING ADVENTURE 夢の向こうへ〜Day1? "Colpo grosso delle Momoclo in primavera 2014 competizione allo stadio nazionale: Avventura Infinita Oltre i miei sogni Giorno 1") | 8 ottobre 2014                            | 1                       | 2                       |                        |                        |
| 23  | Momoclo haru no ichidaiji 2014 Kunitachikyōgijō taikai: Never Ending Adventure Yume no mukō e Day2 (ももクロ春の一大事2014 国立競技場大会 〜NEVER ENDING ADVENTURE 夢の向こうへ〜Day2? "Colpo grosso delle Momoclo in primavera 2014 competizione allo stadio nazionale: Avventura Infinita Oltre i miei sogni Giorno 2") | 8 ottobre 2014                            | 2                       | 3                       |                        |                        |
| 24  | Momoclo natsu no bakasawagi 2014 Nissan Stadium taikai Tōjin-Sai Day1 (ももクロ夏のバカ騒ぎ2014 日産スタジアム大会〜桃神祭〜 Day1? "Stupidaggine estiva delle Momoclo 2014 al Nissan Stadium Giorno 1") | 25 febbraio 2015                          | 6                       | 2                       |                        |                        |
| 25  | Momoclo natsu no bakasawagi 2014 Nissan Stadium taikai Tōjin-Sai Day2 (ももクロ夏のバカ騒ぎ2014 日産スタジアム大会〜桃神祭〜 Day2? "Stupidaggine estiva delle Momoclo 2014 al Nissan Stadium Giorno 2") | 25 febbraio 2015                          | 7                       | 3                       |                        |                        |
| 26  | Momoiro Christmas 2014 Saitama Super Arena taikai: Shining snow story Day1 (ももいろクリスマス2014 さいたまスーパーアリーナ大会 〜Shining Snow Story〜 Day1? "Momoiro Christmas 2014 Live alla Saitama Super Arena: Shining snow story Giorno 1 ")                                                                        | 24 giugno 2015                            | 2                       | 3                       |                        |                        |
| 27  | Momoiro Christmas 2014 Saitama Super Arena taikai: Shining snow story Day2 (ももいろクリスマス2014 さいたまスーパーアリーナ大会 〜Shining Snow Story〜 Day2? "Momoiro Christmas 2014 Live alla Saitama Super Arena: Shining snow story Giorno 2 ")                                                                        | 24 giugno 2015                            | 1                       | 2                       |                        |                        |
| 28  | Onna matsuri 2014: Ristorante da MCZ (女祭り2014 〜Ristorante da MCZ〜? "Festival delle donne 2014: Ristorante dalle MCZ") | 2 settembre 2015                          | 3                       | 4                       |                        |                        |
| 29  | Tojin-Sai 2015 Live all'Ecopa Stadium: Odekosama gorairin (桃神祭2015 エコパスタジアム大会 〜御額様ご来臨〜?) | 25 novembre 2015                          | 4                       | 2                       |                        |                        |
| 30  | Tojin-Sai 2015 Live all'Ecopa Stadium: Enshu osawagi (桃神祭2015 エコパスタジアム大会 〜遠州大騒儀〜?) | 25 novembre 2015                          | 5                       | 3                       |                        |                        |
| 31  | Otoko matsuri 2015 in Dazaifu (男祭り2015 in 太宰府? "Festival degli uomini 2015 a Dazaifu") | 11 maggio 2016                            | 3                       | 3                       |                        |                        |
| 32  | Momoiro Christmas 2015: Beautiful Survivors (ももいろクリスマス2015 〜Beautiful Survivors〜? "Momoiro Christmas 2015: Beautiful Survivors") | 29 giugno 2016                            | 3                       | 3                       |                        |                        |
| 33  | Momoiro Clover Z Dome Trek 2016 “Amaranthus” (MOMOIRO CLOVER Z DOME TREK 2016 “AMARANTHUS”? "Momoiro Clover Z Trekking dei Dome "Amaranthus"") | 16 novembre 2016                          | 4                       | 2                       |                        |                        |
| 34  | Momoiro Clover Z Dome Trek 2016 “Hakkin no yoake” (MOMOIRO CLOVER Z DOME TREK 2016 “白金の夜明け”? "Momoiro Clover Z Trekking dei Dome "Alba di platino") | 16 novembre 2016                          | 5                       | 3                       |                        |                        |

### Video musicali
| N° del singolo | Titolo                                                          | Video ufficiale su YouTube |
| -------------- | --------------------------------------------------------------- | -------------------------- |
| 1              | Momoiro punch                                                   | guarda                     |
| 2              | Mirai e susume!                                                 | guarda                     |
| 1              | Ikuze! Kaitō shōjo                                              | guarda                     |
| 2              | Pinky Jones                                                     | guarda                     |
| 2              | Coco natsu (ココ☆ナツ?)                                         |                            |
| 2              | Kimi to sekai (キミとセカイ? "Tu e il mondo")                   |                            |
| 3              | Mirai bowl                                                      | guarda                     |
| 3              | Chai Maxx                                                       | guarda                     |
| 4              | Z Densetsu: Owarinaki kakumei                                   | guarda                     |
| 5              | D'no Junjō                                                      | guarda                     |
| 6              | Rōdō sanka                                                      | guarda                     |
| 6              | Santa-san (サンタさん? "Signor Babbo Natale")                   | guarda                     |
| 7              | Mōretsu uchū kōkyōkyoku dainana gakushō "Mugen no ai"           | guarda                     |
| 8              | Otome sensō                                                     | guarda                     |
| 8              | Push                                                            | guarda                     |
| 8              | Mite mite kotchitchi (みてみて☆こっちっち? "Guarda guarda qui") | guarda                     |
| 9              | Saraba, itoshiki kanashimitachi yo                              | guarda                     |
| 9              | Wee-tee-eee-tee                                                 | guarda                     |
| —              | Neo Stargate                                                    | guarda                     |
| —              | Birth Ø Birth                                                   | guarda                     |
| 10             | Gounn                                                           | guarda                     |
| 11             | Naite mo ii n'da yo                                             | guarda                     |
| 12             | Moon Pride                                                      | guarda                     |
| 13             | Yume no ukiyo ni saite mi na                                    | guarda                     |
| 14             | Seishun fu                                                      | guarda                     |
| 14             | Hashire! (Z ver.) (走れ! -Z ver.-? "Corri!")                    |                            |
| 15             | "Z" no chikai                                                   | guarda                     |
| —              | Hakkin no yoake                                                 | guarda                     |
| —              | We are born                                                     | guarda                     |
| —              | Mohorovacantion                                                 | guarda                     |
| —              | Koyoi, live no moto de                                          | guarda                     |
| 16             | The Golden History                                              | guarda                     |
| 16             | Decoration                                                      | guarda                     |
| 17             | Blast!                                                          | guarda                     |
| 17             | Kyoukai no Pendulum                                             | guarda                     |